# ホールド
ホールド（英：Hold）とは、野球において一定の条件を満たした救援投手に与えられる記録。リリーフの分業化が進み、本来は救援投手全体のための指標であったセーブがクローザー（抑え投手）に独占されるようになったことを受けて、1986年にアメリカで考案された。抑え以外の中継ぎ投手のチーム勝利への貢献度を客観的に評価する指標となる。
日本野球機構管轄のプロ野球では、1996年にパシフィック・リーグが採用。2005年より新規定を定め、セ・パ両リーグが採用している（2004年までセントラル・リーグはリリーフポイントを採用）。一方、メジャーリーグでは公式記録としては採用されていない。日本ではH、アメリカではHLDと略記する場合が多い。
山口鉄也が200ホールドを達成した最初の投手となり、これがきっかけで200ホールドを達成すると連盟表彰の対象となった。しかし、名球会には200勝もしくは250セーブ達成のいずれかが投手の入会の条件になっているが、ホールド数はその条件にはなっていない。

## 規定

### 日本プロ野球
以下の4つの共通条件を満たすこと。
- 先発投手、勝利投手、敗戦投手のいずれでもなく、セーブが記録されてもいないこと
- 自チームの最終守備イニングの3アウト目を取った投手（交代完了投手）ではないこと
- アウトを1個以上取ること
- 降板した後、自身に記録された失点によって自チームが同点に追いつかれる、または逆転されていないこと

この状態で、以下のいずれかを満たした投手にホールドが記録される。
1. 自チームがリードしている状況で登板し、以下のいずれかの条件を満たしリードを保ったまま降板する（セーブの条件に準じる）
  1. 3点以内[注釈 1]リードの場面で登板し、1イニング以上投球する
  2. 迎える2打者に連続本塁打を打たれたら同点または逆転される場面で登板する
  3. 点差に関わりなくリードした状況で登板し、3イニング以上投球する
2. 同点の状況で登板し、以下のいずれかの条件を満たして降板する
  1. 同点のまま失点を許さずに降板する（自身に記録される失点であるかどうかは関係ない。また、最終守備イニングを投げ終えて引き分けの場合には、その投手に交代完了が記録されるため、上記共通条件の2番目を満たさなくなる）
  2. 登板中に自チームが勝ち越した場合、リードを保って降板する[注釈 2]

該当者が複数の場合は該当者全員にホールドが記録される。また、チームの最終的な勝敗に関係なく記録される（ホールド条件を満たして降板した後、チームが逆転負けを喫した場合でもその投手にはホールドが記録される）。
2004年まで運用された旧規定のホールドとは別扱いで記録される。この旧規定はメジャーリーグの規定と同じ条件であった。
増井浩俊は12球団からホールドを記録している（ほか、12球団からセーブも記録している）。

### メジャーリーグベースボール
日本プロ野球の規定とほぼ同一であるが、同点の状況で登板して抑えてもホールドが記録されることはない。また、「敗戦投手ではないこと」の条件がないためホールドと敗戦投手が同時に記録されることがある。

## ホールドに関する個人記録

### 日本プロ野球

#### 通算記録
| 順位 | 選手名     | ホールド |
| ---- | ---------- | -------- |
| 1    | 宮西尚生   | 412      |
| 2    | 山口鉄也   | 273      |
| 3    | 浅尾拓也   | 200      |
| 4    | S.マシソン | 174      |
| 5    | 又吉克樹   | 173      |
| 6    | 益田直也   | 172      |
| 7    | 五十嵐亮太 | 163      |
| 7    | 藤川球児   | 163      |
| 9    | 青山浩二   | 159      |
| 10   | 増井浩俊   | 158      |
| 10   | 高梨雄平   | 158      |

| 順位 | 選手名         | ホールド |
| ---- | -------------- | -------- |
| 12   | 平野佳寿       | 156      |
| 13   | 谷元圭介       | 154      |
| 14   | 岩崎優         | 149      |
| 15   | 清水昇         | 148      |
| 16   | E.エスコバー   | 147      |
| 17   | J.ウィリアムス | 141      |
| 17   | 髙橋聡文       | 141      |
| 19   | 嘉弥真新也     | 137      |
| 20   | 松永昂大       | 135      |
| 20   | L.モイネロ     | 135      |
| 20   | 祖父江大輔     | 135      |

- 記録は2024年シーズン終了時点[6]

#### シーズン記録
| 順位 | 選手名     | 所属球団                   | ホールド | 記録年 | 備考                 |
| ---- | ---------- | -------------------------- | -------- | ------ | -------------------- |
| 1    | 清水昇     | 東京ヤクルトスワローズ     | 50       | 2021年 | セ・リーグ記録       |
| 2    | 浅尾拓也   | 中日ドラゴンズ             | 47       | 2010年 |                      |
| 3    | 藤川球児   | 阪神タイガース             | 46       | 2005年 |                      |
| 3    | 久保田智之 | 阪神タイガース             | 46       | 2007年 |                      |
| 5    | 浅尾拓也   | 中日ドラゴンズ             | 45       | 2011年 |                      |
| 5    | 増井浩俊   | 北海道日本ハムファイターズ | 45       | 2012年 | パ・リーグ記録       |
| 7    | 山口鉄也   | 読売ジャイアンツ           | 44       | 2012年 | 左投手セ・リーグ記録 |
| 7    | 五十嵐亮太 | 福岡ソフトバンクホークス   | 44       | 2014年 |                      |
| 9    | 平野佳寿   | オリックス・バファローズ   | 43       | 2011年 |                      |
| 9    | 宮西尚生   | 北海道日本ハムファイターズ | 43       | 2019年 | 左投手パ・リーグ記録 |
| 9    | 湯浅京己   | 阪神タイガース             | 43       | 2022年 |                      |

- 記録は2024年シーズン終了時点[7]

### メジャーリーグベースボール

#### 通算記録

##### 公式記録
| 順位 | 選手名                 | ホールド |
| ---- | ---------------------- | -------- |
| 1    | トニー・ワトソン       | 246      |
| 2    | アーサー・ローズ       | 231      |
| 3    | ジョー・スミス         | 228      |
| 4    | タイラー・クリッパード | 226      |
| 5    | ホアキン・ベノワ       | 211      |
| 6    | マット・ソーントン     | 206      |
| 7    | セルジオ・ロモ         | 204      |
| 8    | デビッド・ロバートソン | 196      |
| 9    | アダム・オッタビーノ   | 195      |
| 10   | ルーク・グレガーソン   | 189      |

| 順位 | 選手名                   | ホールド |
| ---- | ------------------------ | -------- |
| 11   | ジェイク・ディークマン   | 187      |
| 12   | ラトロイ・ホーキンス     | 184      |
| 13   | ブライアン・ショウ       | 183      |
| 14   | ハビアー・ロペス         | 178      |
| 15   | チャド・クオルズ         | 176      |
| 16   | ライアン・マドソン       | 175      |
| 17   | スコット・ダウンズ       | 174      |
| 18   | カイル・ファーンズワース | 171      |
| 19   | ジョエル・ペラルタ       | 169      |
| 20   | ダレン・オデイ           | 165      |

- 記録は2024年シーズン終了時点[8]。1999年以降の記録のみ。

##### 非公式記録
| 順位 | 選手名                   | ホールド |
| ---- | ------------------------ | -------- |
| 1    | マイク・スタントン       | 266      |
| 2    | アーサー・ローズ         | 254      |
| 3    | アラン・エンブリー       | 194      |
| 4    | ジェシー・オロスコ       | 185      |
| 5    | ラトロイ・ホーキンス     | 184      |
| 6    | ポール・アッセンマッカー | 180      |
| 7    | マイケル・ジャクソン     | 179      |
| 7    | ダン・プリーサック       | 179      |
| 9    | ボブ・ハウリー           | 178      |
| 10   | ジェフ・ネルソン         | 177      |
| 10   | ポール・クアントリル     | 177      |
| 12   | マイク・ティムリン       | 172      |
| 13   | バディ・グルーム         | 171      |
| 14   | スティーブ・リード       | 168      |
| 15   | リック・ハニカット       | 163      |
| 16   | マイク・マイヤーズ       | 153      |

- Baseball-reference.comによって算出。1999年以前の記録も含む。

#### シーズン記録
| 順位 | 選手名                     | 所属球団                   | ホールド | 記録年 | 備考                 |
| ---- | -------------------------- | -------------------------- | -------- | ------ | -------------------- |
| 1    | ジョエル・ペラルタ         | タンパベイ・レイズ         | 41       | 2013年 | ア・リーグ記録       |
| 1    | トニー・ワトソン           | ピッツバーグ・パイレーツ   | 41       | 2015年 | ナ・リーグ記録       |
| 3    | タイラー・クリッパード     | ワシントン・ナショナルズ   | 40       | 2014年 | ナ・リーグ右投手記録 |
| 3    | ルーク・グレガーソン       | サンディエゴ・パドレス     | 40       | 2010年 | ナ・リーグ右投手記録 |
| 3    | アディソン・リード         | ニューヨーク・メッツ       | 40       | 2016年 | ナ・リーグ右投手記録 |
| 6    | タイラー・クリッパード     | ワシントン・ナショナルズ   | 38       | 2011年 |                      |
| 6    | ブライアン・アブレイユ     | ヒューストン・アストロズ   | 38       | 2024年 |                      |
| 8    | マイク・アダムス           | サンディエゴ・パドレス     | 37       | 2010年 |                      |
| 8    | ジョエル・ペラルタ         | タンパベイ・レイズ         | 37       | 2012年 |                      |
| 8    | アンドリュー・キットレッジ | セントルイス・カージナルス | 37       | 2024年 |                      |

- 記録は2024年シーズン終了時点[9]

## ホールドポイント
ホールドポイントとは、ホールドと救援勝利の数を合計した数字のこと。HPと略す。
2005年にセ・パ交流戦が始まったことに伴い、最優秀中継ぎ投手の新しい選考基準として考案された記録である。なおセーブポイントと同じくメジャーリーグでは採用されていない。

### 通算記録
| 順位 | 選手名     | HP  |
| ---- | ---------- | --- |
| 1    | 宮西尚生   | 449 |
| 2    | 山口鉄也   | 324 |
| 3    | 浅尾拓也   | 232 |
| 4    | 藤川球児   | 218 |
| 5    | 又吉克樹   | 217 |
| 6    | 益田直也   | 205 |
| 7    | S.マシソン | 201 |
| 8    | 青山浩二   | 196 |
| 9    | 平野佳寿   | 194 |
| 10   | 五十嵐亮太 | 191 |

| 順位 | 選手名         | HP  |
| ---- | -------------- | --- |
| 11   | 増井浩俊       | 185 |
| 12   | 谷元圭介       | 179 |
| 13   | 岩崎優         | 173 |
| 13   | 高梨雄平       | 173 |
| 15   | E.エスコバー   | 169 |
| 16   | 髙橋聡文       | 167 |
| 17   | 清水昇         | 157 |
| 18   | J.ウィリアムス | 154 |
| 18   | L.モイネロ     | 154 |
| 20   | 森福允彦       | 150 |
| 20   | 祖父江大輔     | 150 |

- 記録は2024年シーズン終了時点[10]

### シーズン記録
| 順位 | 選手名     | 所属球団                   | HP | 記録年 | 備考           |
| ---- | ---------- | -------------------------- | -- | ------ | -------------- |
| 1    | 浅尾拓也   | 中日ドラゴンズ             | 59 | 2010年 | セ・リーグ記録 |
| 2    | 久保田智之 | 阪神タイガース             | 55 | 2007年 |                |
| 3    | 藤川球児   | 阪神タイガース             | 53 | 2005年 |                |
| 3    | 清水昇     | 東京ヤクルトスワローズ     | 53 | 2021年 |                |
| 5    | 浅尾拓也   | 中日ドラゴンズ             | 52 | 2011年 |                |
| 6    | 増井浩俊   | 北海道日本ハムファイターズ | 50 | 2012年 | パ・リーグ記録 |
| 7    | 平野佳寿   | オリックス・バファローズ   | 49 | 2011年 |                |
| 7    | S.マシソン | 読売ジャイアンツ           | 49 | 2016年 |                |
| 9    | 佐藤達也   | オリックス・バファローズ   | 48 | 2014年 |                |
| 10   | 山口鉄也   | 読売ジャイアンツ           | 47 | 2012年 |                |

- 記録は2024年シーズン終了時点[11]